# José Morais e Silva
José Alberto Morais e Silva, (Lisboa, São Sebastião da Pedreira, 21 de setembro de 1941 – Lisboa, 29 de dezembro de 2014)  foi um militar português piloto aviador da Força Aérea Portuguesa que pertenceu ao Movimento das Forças Armadas, tendo desempenhado o papel Chefe do Estado-Maior da Força Aérea, durante os primeiros anos a seguir à revolução de 25 de Abril de 1974. Desempenhou um papel decisivo no 25 de Novembro de 1975 na forma como controlou a revolta dos paraquedistas nas base aéreas nos arredores de Lisboa. 

## Biografia
Nasceu na freguesia de São Sebastião da Pedreira a 21 de setembro de 1941 em Lisboa, filho de António Dias da Silva e Irene Morais Onofre e Silva.
Ingressou no Curso de Aeronáutica da Academia Militar, no dia 6 de outubro de 1960, o qual veio a concluir com o tirocínio nos Estados Unidos da América a 31 de dezembro de 1963. Foi colocado na Base Aérea n.º 1, em Sintra, onde, tirou o brevet de piloto aviador em julho de 1964, sendo promovido a Alferes a 30 de novembro desse ano, tendo se qualificado no avião Cessna T-37.
Esteve colocado na Base Aérea nº2, na Ota onde foi promovido a Capitão e na Base Aérea nº 5 em Monte Real, passou por Bissau e regressou a Monte Real, em Julho de 1972.
Em julho de 1973 esteve na  Republica Federal Alemã,a frequentar o Curso Tactical Fighting Squadron Orientation Training, sendo promovido a Major, tendo concluído a 25 de abril de 1974 o Curso Geral de Guerra Aérea e colocado na Base Aérea N.º 1, em Sintra, onde, a 17 de julho assumiu o comando da Esquadra de Instrução Básica de Pilotagem.
A 12 de março de 1975 assumiu a chefia do Estado-Maior da Força Aérea (CEMFA), um dia depois da intentona do 11 de Março que resultou numa tentativa falhada de golpe de forças militares conotadas com o General António de Spinola. No dia 14 de março de 1975 foi graduado no posto de Coronel, data em que assumiu o comando da Base Aérea N.º 5. A 15 de maio do mesmo ano, foi graduado em General de quatro estrelas, para assumir a chefia do Estado-Maior da Força Aérea.
Ligado ao “Grupo dos Nove”, Morais da Silva enfrentou  a tentativa de golpe militar do 25 de novembro de 1975, quando um dispositivo militar, com base no Regimento de Comandos, se opôs a uma tentativa de sublevação de unidades militares paraquedistas, conotadas com forças da extrema esquerda, tendo sido decretado o estado de sítio em Lisboa.
Após a substituição de Otelo Saraiva de Carvalho como comandante do Copcon e da Região Militar de Lisboa, gera-se contestação em alguns regimentos de paraquedistas, ligadas à extrema esquerda. A unidade levantou armas em protesto, contra a ameaça do Chefe de Estado-Maior da Força Aérea, general Morais e Silva, de passar os paraquedistas à disponibilidade e desactivar e dissolver as unidades. Este é avisado pelo comandante da 1ª Região Aérea, Pinho Freire que fora detido pelos revoltosos no Comando da Região Aérea, no Monsanto. Esta tinha sido ocupada por uma força de de 65 paraquedistas. Perante a situação são activas os os mecanismos previamente estudados, concentrando as forças a Norte, na Cortegaça.
A sua prioridade foi retomar o controlo do comando da Região Aérea, com a colaboração dos Comandos, "sem vitimas de parte a parte". Para isso, foi fundamental o apoio civis na região das bases ocupadas, onde houve mobilização da população, que cercaram as bases e que contribuiu para que os paraquedistas renunciassem à revolta e retirassem novamente para Base Aérea de Tancos.
O resultado é uma sublevação dos paraquedistas, que ocupam as bases aéreas de Tancos (nº3), Monte Real (nº5), Montijo (nº6) e o Comando da Região Aérea, no Monsanto, em Lisboa. Segundo, os próprios a ordem de revolta e ocupação teria partido do Copcon, com o objectivo de contestar e destituir o General José Morais e Silva, Chefe do Estado Maior da Força Aérea.
A  10 de janeiro de 1977, data em que abandona as funções de CEMFA e é colocado na Base Aérea N.º 6, no Montijo, regressando ao anterior posto de Major, sendo mais tarde promovido a Tenente-Coronel. Desempenhou ainda vários cargos na Força Aérea, vindo a ser promovido a Coronel, em Dezembro de 1982.
Passou à situação de reserva no dia 1 de fevereiro de 1992 e à situação de reforma a 1 de fevereiro de 1997, vindo a falecer a 29 de Dezembro de 2014.

## Condecorações
Viu o seu trabalho ser reconhecido através de diversos louvores e as seguintes condecorações: Grã-Cruz da Ordem Militar de Cristo, a Medalha de Ouro de Serviços Distintos (Colectiva), Medalha de Prata de Comportamento Exemplar e Medalha Comemorativa das Campanhas. Foi agraciado pelo Brasil com a Grã-Cruz da Ordem do Rio Branco e pelos Estados Unidos da América com a Comenda da Legião de Mérito.